# Campionati del mondo di ciclismo su strada 2007 - Gara in linea femminile Elite
La gara in linea femminile Elite dei Campionati del mondo di ciclismo su strada 2007 venne corsa il 29 settembre 2007 nel territorio circostante Stoccarda, in Germania, per un percorso totale di 133,7 km. Fu vinta dall'italiana Marta Bastianelli, che concluse il circuito in 3h46'34".

## Percorso
Il circuito della prova su strada era lungo 19,1 km. Dopo la partenza sull'Am Kochenhof, il percorso conduceva sull'Am Kräherwald (L1187) prima di un breve anello di 600 metri lungo la Lenzhalde e la Herdweg e caratterizzato dalle massime pendenze, al 13%. Rientrati sull'Am Kräherwald si proseguiva verso sud prima di entrare sulla Botnanger Straße per percorrere un altro anello. Si andava lungo la Herderstraße e la Rotenwaldstraße (L1015), salendo, con pendenze massime dell'8%, fino al Birkenkopf, il punto più alto di tutto il circuito, 450 m s.l.m.; quindi si scendeva – andando verso nord – lungo la Geißeichstraße (continuazione dell'Am Kräherwald, ma percorsa in senso inverso). Si giungeva nel distretto di Botnang, di nuovo sulla Botnanger Straße, e, correndo lungo il corso del fiume Feuerbach, si percorrevano la Beethovenstraße, la Regerstraße, la Furtwänglerstraße e la rettilinea Feuerbacher-Tal-Straße (K9501) risalendo sempre verso nord. Giunti sulla Stuttgarter Straße, una salita di 80 metri di dislivello lungo la Tunnelstraße, la Siemensstraße, la Maybachstraße e la Stresemannstraße (verso sud) riportava gli atleti alla zona del polo fieristico e al traguardo. Nella gara femminile andavano completati sette giri (133,7 km).

## Squadre e corridori partecipanti
| N.      | Cod. | Squadra       |
| ------- | ---- | ------------- |
| 1-7     | NED  | Paesi Bassi   |
| 8-13    | GER  | Germania      |
| 14-19   | ITA  | Italia        |
| 20-25   | SUI  | Svizzera      |
| 26-32   | USA  | Stati Uniti   |
| 33-38   | GBR  | Gran Bretagna |
| 39-44   | AUS  | Australia     |
| 45-50   | LTU  | Lituania      |
| 51-56   | RUS  | Russia        |
| 57-59   | SWE  | Svezia        |
| 60-64   | AUT  | Austria       |
| 65-70   | FRA  | Francia       |
| 71-76   | CHN  | Cina          |
| 77-80   | BRA  | Brasile       |
| 81-83   | DEN  | Danimarca     |
| 84-88   | NZL  | Nuova Zelanda |
| 89-90   | RSA  | Sud Africa    |
| 91-96   | BEL  | Belgio        |
| 97-102  | ESP  | Spagna        |
| 103-105 | KAZ  | Kazakhistan   |

| N.      | Cod. | Squadra         |
| ------- | ---- | --------------- |
| 106-109 | CAN  | Canada          |
| 110-111 | EST  | Estonia         |
| 112     | KOR  | Korea           |
| 113     | ESA  | El Salvador     |
| 114-117 | UKR  | Ukraina         |
| 118-121 | CZE  | Repubblica Ceca |
| 122-126 | POL  | Polonia         |
| 127     | JPN  | Giappone        |
| 128     | MRI  | Mauritius       |
| 129     | NOR  | Norvegia        |
| 130     | COL  | Colombia        |
| 131-133 | THA  | Thailandia      |
| 134-135 | MEX  | Messico         |
| 136     | IRL  | Irlanda         |
| 137     | GRE  | Grecia          |
| 138     | CRO  | Croazia         |
| 139     | BLR  | Bielorussia     |
| 140     | SRB  | Serbia          |
| 141-142 | LUX  | Lussemburgo     |

## Ordine d'arrivo (Top 10)
| Pos. | Corridore           | Squadra       | Tempo    |
| ---- | ------------------- | ------------- | -------- |
| 1    | Marta Bastianelli   | Italia        | 3h46'34" |
| 2    | Marianne Vos        | Paesi Bassi   | a 6"     |
| 3    | Giorgia Bronzini    | Italia        | s.t.     |
| 4    | Svetlana Bubnenkova | Russia        | s.t.     |
| 5    | Noemi Cantele       | Italia        | s.t.     |
| 6    | Emma Johansson      | Svezia        | s.t.     |
| 7    | Marina Jaunatre     | Francia       | s.t.     |
| 8    | Oenone Wood         | Australia     | s.t.     |
| 9    | Alex Wrubleski      | Canada        | s.t.     |
| 10   | Emma Pooley         | Gran Bretagna | s.t.     |